# Hermann Boehm
Hermann Boehm (18. ledna 1884, Rybnik – 11. dubna 1972, Kiel) byl německý námořní důstojník, generál admirál Kriegsmarine za druhé světové války.

## Život
Dne 1. dubna 1903 vstoupil do Císařského námořnictva v hodnosti kadeta a podstoupil základní výcvik na lodi SMS Stein. Dne 19. září 1914 byl povýšen na kapitán-poručíka a během první světové války velel různým torpédovkám. V roce 1919 byl propuštěn za služby, ale poté, co bylo roku 1920 německé námořnictvo reaktivováno, byl opět povolán a sloužil v různých štábních funkcích až do roku 1933.
Dne 3. října 1933 se stal velitelem predreadnoughtu Hessen a na podzim 1934 byl povýšen do hodnosti kontradmirála a jmenován vrchním velitelem námořních průzkumných jednotek. Od 25. srpna 1936 do 3. srpna 1937, během počáteční fáze španělské občanské války, velel německým námořním silám u pobřeží Španělska. Dne 1. dubna 1937 byl povýšen na viceadmirála a bylo mu svěřeno velení nad severomořskými jednotkami. Na počátku roku 1938 se stal admirálem a v listopadu téhož roku velitelem loďstva (Flottenchef).
Krátce po invazi do Polska byl Boehm zbaven velení a ponechán bez funkce po několik měsíců. Po invazi do Norska se dne 10. dubna 1940 stal velitelem místních německých námořních sil a 1. dubna následujícího roku byl povýšen na generál admirála. V březnu 1943 byl povolán z Norska a 31. toho měsíce oficiálně propuštěn z aktivní služby, účinně od 1. června téhož roku. Od 1. března 1944 do 31. března 1945 velel inspektorátu vzdělávacího programu Kriegsmarine a poté kompletně propuštěn z námořnictva.

## Vyznamenání
- Železný kříž, 2. a 1. třída
- | Spona k Železnému kříži, 2. a 1. třída
- Rytířský kříž Královského hohenzollernského domácího řádu s meči
- Kříž Fridricha Augusta, 2. a 1. třída
- černý Odznak za zranění
- Španělský kříž
- |  |  |  Služební vyznamenání Wehrmachtu, 4., 3., 2. a 1. třída
- Medaile za Anschluss
- Německý kříž ve zlatě
- španělská Medaile za tažení 1936-1939